# Lista de espécies de Caladenia

## A
- Caladenia abbreviata Hopper & A.P.Br. 2001
- Caladenia actensis D.L.Jones & M.A.Clem. 1999
- Caladenia aestiva D.L.Jones 1991
- Caladenia alata R.Br. 1810
- Caladenia amnicola D.L.Jones 1997
- Caladenia amoena D.L.Jones 1994
- Caladenia ampla (D.L.Jones) G.N.Backh. 2007
- Caladenia ancylosa (D.L.Jones) G.N.Backh. 2007
- Caladenia anthracina D.L.Jones 1998
- Caladenia applanata Hopper & A.P.Br. 2001
  - Caladenia applanata applanata
  - Caladenia applanata erubescens Hopper & A.P.Br. 2001
- Caladenia arenaria Fitzg. 1882
- Caladenia arenicola Hopper & A.P.Br. 2001
- Caladenia argocalla D.L.Jones, 1991
- Caladenia armata (D.L.Jones) G.N.Backh. 2010
- Caladenia arrecta Hopper & A.P.Br. 2001
- Caladenia atradenia D.L.Jones, Molloy & M.A.Clem. 1997
- Caladenia atrata D.L.Jones 1994
- Caladenia atrochila D.L.Jones 1998
- Caladenia atroclavia D.L.Jones & M.A.Clem. 1988
- Caladenia atrovespa (D.L.Jones) G.N.Backh. 2010
- Caladenia attenuata (Brinsley) D.L.Jones 2000
- Caladenia attingens Hopper & A.P.Br. 2001 
  - Caladenia attingens attingens
  - Caladenia attingens gracillima Hopper & A.P.Br. 2001
- Caladenia audasii R.S.Rogers 1927
- Caladenia aurantiaca (R.S.Rogers) Rupp 1947
- Caladenia australis G.W.Carr 1991

## B
- Caladenia barbarella Hopper & A.P.Br. 2001
- Caladenia barbarossa Rchb.f. 1871
- Caladenia bartlettii (Hatch) D.L.Jones 1997
- Caladenia behrii Schltdl. 1847
- Caladenia bicalliata R.S.Rogers 1909
  - Caladenia bicalliata bicalliata
  - Caladenia bicalliata cleistogama Hopper & A.P.Br. 2001
- Caladenia brachyscapa G.W.Carr 1988
- Caladenia branwhitei (D.L.Jones) G.N.Backh. 2010
- Caladenia brevisura Hopper & A.P.Br. 2001
- Caladenia brownii Hopper 2001
- Caladenia brumalis D.L.Jones 1991
- Caladenia bryceana R.S.Rogers 1914
  - Caladenia bryceana subsp. bryceana
  - Caladenia bryceana subsp. cracens Hopper & A.P.Br. 2001
- Caladenia busselliana Hopper & A.P.Br. 2001

## C
- Caladenia cadyi (D.L.Jones) G.N.Backh. 2010
- Caladenia caesarea (Domin) M.A.Clem. & Hopper, 1989
  - Caladenia caesarea caesarea
  - Caladenia caesarea maritima Hopper & A.P.Br. 2001
  - Caladenia caesarea subsp. transiens Hopper & A.P.Br. 2001
- Caladenia cairnsiana F.Muell. 1870
- Caladenia calcicola G.W.Carr 1986
- Caladenia callitrophila D.L.Jones 1999
- Caladenia calyciformis (R.S.Rogers) Hopper & A.P.Br. 2004
- Caladenia campbellii D.L.Jones 1998
- Caladenia capillata (Tate) D.L.Jones 2000
- Caladenia cardiochila Tate 1887
- Caladenia carnea R.Br. 1810
- Caladenia catenata (Sm.) Druce 1916 (publ. 1917)
- Caladenia caudata Nicholls 1948
- Caladenia chamaephylla D.L.Jones 1999
- Caladenia chapmanii Hopper & A.P.Br. 2001
- Caladenia chlorostyla D.L.Jones, Molloy & M.A.Clem. 1997
- Caladenia christineae Hopper & A.P.Br. 2001
- Caladenia citrina Hopper & A.P.Br. 2001
- Caladenia clarkiae D.L.Jones 1991
- Caladenia clavescens (D.L.Jones) G.N.Backh. 2007
- Caladenia clavigera A.Cunn. ex Lindl. 1840
- Caladenia clavula D.L.Jones 1991
- Caladenia cleistantha D.L.Jones 1991
- Caladenia coactilis D.L.Jones 1991
- Caladenia colorata D.L.Jones 1991
- Caladenia concinna (Rupp) D.L.Jones & M.A.Clem. 1989
- Caladenia concolor Fitzg. 1882
- Caladenia conferta D.L.Jones 1991
- Caladenia congesta R.Br. 1810
- Caladenia corynephora A.S.George 1971
- Caladenia cracens D.L.Jones 1996
- Caladenia crebra A.S.George 1971
- Caladenia cremna (D.L.Jones) G.N.Backh. 2007
- Caladenia cretacea (D.L.Jones) G.N.Backh. 2007
- Caladenia cristata R.S.Rogers 1923
- Caladenia cruciformis D.L.Jones 1999
- Caladenia cruscula Hopper & A.P.Br. 2001
- Caladenia cucullata Fitzg. 1876 -
- Caladenia curtisepala D.L.Jones 1991

## D
- Caladenia decora Hopper & A.P.Br. 2001
- Caladenia denticulata Lindl. 1839
- Caladenia dienema D.L.Jones 1998
- Caladenia dilatata R.Br. 1810
- Caladenia dimidia Hopper & A.P.Br. 2001
- Caladenia dimorpha Fitzg. 1875
- Caladenia discoidea Lindl. 1839
- Caladenia dorrienii Domin 1912
- Caladenia douglasiorum (D.L.Jones) G.N.Backh. 2007
- Caladenia doutchiae O.H.Sarg. 1921
- Caladenia drakeoides Hopper & A.P.Br. 2001
- Caladenia drummondii Benth. 1873
- Caladenia dundasiae Hopper & A.P.Br. 2001

## E
- Caladenia echidnachila Nicholls 1933
- Caladenia elegans Hopper & A.P.Br. 2001
- Caladenia ensata Nicholls 1947
- Caladenia erythrochila Hopper & A.P.Br. 2001
- Caladenia evanescens Hopper & A.P.Br. 2001
- Caladenia excelsa Hopper & A.P.Br. 2001
- Caladenia exilis Hopper & A.P.Br. 2001
  - Caladenia exilis exilis
  - Caladenia exilis vanleeuwenii Hopper & A.P.Br. 2001
- Caladenia exstans Hopper & A.P.Br. 2001

## F
- Caladenia falcata (Nicholls) M.A.Clem. & Hopper 1989
- Caladenia ferruginea Nicholls 1947 :
- Caladenia filamentosa  R.Br. 1810
- Caladenia filifera Lindl. 1839
- Caladenia fitzgeraldii Rupp 1942
- Caladenia flaccida D.L.Jones 1991
- Caladenia flava  R.Br. 1810
  - Caladenia flava flava
  - Caladenia flava maculata Hopper & A.P.Br. 2001
  - Caladenia flava sylvestris Hopper & A.P.Br. 2001
- Caladenia flavovirens G.W.Carr 1991
- Caladenia footeana Hopper & A.P.Br. 2001
- Caladenia formosa G.W.Carr 1991
- Caladenia fragrantissima D.L.Jones & G.W.Carr 1989
- Caladenia fulva G.W.Carr 1991
- Caladenia fuscata (Rchb.f.) M.A.Clem. & D.L.Jones 1989
- Caladenia fuscolutescens Hopper & A.P.Br. 2001

## G
- Caladenia gardneri Hopper & A.P.Br. 2001
- Caladenia georgei Hopper & A.P.Br. 2001
- Caladenia gladiolata R.S.Rogers 1907
- Caladenia gracilis R.Br. 1810
- Caladenia gracillima (Rupp) D.L.Jones 2000
- Caladenia graminifolia A.S.George 1971
- Caladenia graniticola (Hopper & A.P.Br.) Hopper & A.P.Br. 2004
- Caladenia granitora Hopper & A.P.Br. 2001

## H
- Caladenia harringtoniae Hopper & A.P.Br. 2001
- Caladenia hastata (Nicholls) Rupp 1942
- Caladenia heberleana Hopper & A.P.Br. 2001
- Caladenia helvina D.L.Jones 1991
- Caladenia hiemalis Hopper & A.P.Br. 2001
- Caladenia hillmanii D.L.Jones 1994
- Caladenia hirta Lindl. 1839 
  - Caladenia hirta hirta
  - Caladenia hirta rosea Hopper & A.P.Br. 2001
- Caladenia hoffmanii Hopper & A.P.Br. 2001
- Caladenia horistes Hopper & A.P.Br. 2001
- Caladenia huegelii Rchb.f. 1871

## I
- Caladenia incensa Hopper & A.P.Br. 2001
- Caladenia incrassata Hopper & A.P.Br. 2001
- Caladenia infundibularis A.S.George 1984
- Caladenia insularis G.W.Carr 1991
- Caladenia integra E.Coleman 1932 (publ. 1933)
- Caladenia interjacens Hopper & A.P.Br. 2001
- Caladenia iridescens R.S.Rogers 1920

## L
- Caladenia latifolia R.Br. 1810
- Caladenia leptochila Fitzg. 1882
- Caladenia leptoclavia D.L.Jones 1991
- Caladenia lindleyana (Rchb.f.) M.A.Clem. & D.L.Jones 1989
- Caladenia lobata Fitzg. 1882
- Caladenia lodgeana Hopper & A.P.Br. 2001
- Caladenia longicauda Lindl. 1839
  - Caladenia longicauda albella Hopper & A.P.Br. 2001
  - Caladenia longicauda australora Hopper & A.P.Br. 2001
  - Caladenia longicauda borealis Hopper & A.P.Br. 2001
  - Caladenia longicauda calcigena Hopper & A.P.Br. 2001
  - Caladenia longicauda clivicola Hopper & A.P.Br. 2001
  - Caladenia longicauda crassa Hopper & A.P.Br. 2001
  - Caladenia longicauda eminens (Domin) Hopper & A.P.Br. 2001
  - Caladenia longicauda longicauda
  - Caladenia longicauda merrittii Hopper & A.P.Br. 2001
  - Caladenia longicauda redacta Hopper & A.P.Br. 2001
  - Caladenia longicauda rigidula Hopper & A.P.Br. 2001
- Caladenia longiclavata E.Coleman 1930
- Caladenia longifimbriata Hopper & A.P.Br. 2001
- Caladenia longii R.S.Rogers 1932 = C. angustata = C. gracilis
- Caladenia lorea Hopper & A.P.Br. 2001
- Caladenia lowanensis G.W.Carr 1991
- Caladenia luteola Hopper & A.P.Br. 2001
- Caladenia lyallii Hook.f. 1853

## M
- Caladenia macroclavia D.L.Jones 1991
- Caladenia macrostylis Fitzg. 1882
- Caladenia magniclavata Nicholls 1947
- Caladenia magnifica (Nicholls) D.L.Jones & G.W.Carr 1989
- Caladenia marginata Lindl. 1839
- Caladenia maritima D.L.Jones 1999
- Caladenia melanema Hopper & A.P.Br. 2001
- Caladenia mentiens D.L.Jones 1998
- Caladenia meridionalis Hopper & A.P.Br. 2001
- Caladenia mesocera Hopper & A.P.Br. 2001
- Caladenia microchila Hopper & A.P.Br. 2001
- Caladenia minor Hook.f. 1853
- Caladenia montana G.W.Carr 1991
- Caladenia moschata (D.L.Jones) G.N.Backh. 2010
- Caladenia multiclavia Rchb.f. 1871
  - Caladenia multiclavia brevicuspis Benth. 1873
  - Caladenia multiclavia multiclavia

## N
- Caladenia nana Endl. in J.G.C.Lehmann 1846
  - Caladenia nana nana
  - Caladenia nana unita (W.Fitzg.) Hopper & A.P.Br. 2001
- Caladenia necrophylla D.L.Jones 1991
- Caladenia nivalis Hopper & A.P.Br. 2001
- Caladenia nobilis Hopper & A.P.Br. 2001
- Caladenia nothofageti D.L.Jones, Molloy & M.A.Clem. 1997

## O
- Caladenia occidentalis Hopper & A.P.Br. 2001
- Caladenia oenochila G.W.Carr 1991
- Caladenia oreophila (D.L.Jones) G.N.Backh. 2007
- Caladenia orestes (D.L.Jones) G.N.Backh. 2010
- Caladenia orientalis (G.W.Carr) Hopper & A.P.Br. 2004
- Caladenia ornata (Nicholls) D.L.Jones 2000
- Caladenia osmera (D.L.Jones) G.N.Backh. 2007
- Caladenia ovata R.S.Rogers 1909

## P
- Caladenia pachychila Hopper & A.P.Br. 2001
- Caladenia pallida Lindl. 1840
- Caladenia paludosa Hopper & A.P.Br. 2001
- Caladenia paradoxa Hopper & A.P.Br. 2001
- Caladenia parva G.W.Carr 1991
- Caladenia patersonii  R.Br. 1810
- Caladenia pectinata R.S.Rogers 1923
- Caladenia pendens Hopper & A.P.Br. 2001
  - Caladenia pendens pendens
  - Caladenia pendens talbotii Hopper & A.P.Br. 2001
- Caladenia peisleyi (D.L.Jones) G.N.Backh. 2007
- Caladenia petrensis A.P.Br. & G.Brockman 2007
- Caladenia phaeoclavia D.L.Jones 1991
- Caladenia pholcoidea Hopper & A.P.Br. 2001
  - Caladenia pholcoidea augustensis Hopper & A.P.Br. 2001
  - Caladenia pholcoidea pholcoidea
- Caladenia picta (Nicholls) M.A.Clem. & D.L.Jones ex Chapm. 1991
- Caladenia pilotensis D.L.Jones 1999
- Caladenia plicata Fitzg. 1882
- Caladenia polychroma Hopper & A.P.Br. 2001
- Caladenia porphyrea D.L.Jones 1999
- Caladenia postea Hopper & A.P.Br. 2001
- Caladenia procera Hopper & A.P.Br. 2001
- Caladenia pulchra Hopper & A.P.Br. 2001
- Caladenia pumila R.S.Rogers 1922
- Caladenia pusilla W.M.Curtis 1979

## Q
- Caladenia quadrifaria (R.S.Rogers) D.L.Jones 1991

## R
- Caladenia radialis R.S.Rogers 1927
- Caladenia radiata Nicholls 1949
- Caladenia remota Hopper & A.P.Br. 2001
  - Caladenia remota parva Hopper & A.P.Br. 2001
  - Caladenia remota remota
- Caladenia reptans Lindl. 1839
  - Caladenia reptans impensa Hopper & A.P.Br. 2001
  - Caladenia reptans reptans
- Caladenia reticulata Fitzg. 1882
- Caladenia rhomboidiformis (E.Coleman) M.A.Clem. & Hopper 1989
- Caladenia richardsiorum D.L.Jones 1991

- Caladenia rigens D.L.Jones 1991 = Caladenia verrucosa

- Caladenia rigida R.S.Rogers 1930
- Caladenia rileyi D.L.Jones 1997
- Caladenia robinsonii G.W.Carr 1991
- Caladenia roei Benth. 1873
- Caladenia rosella G.W.Carr 1988

## S
- Caladenia saccata (R.S.Rogers) Hopper & A.P.Br. 2004
- Caladenia saggicola D.L.Jones 1998
- Caladenia sanguinea D.L.Jones 1999
- Caladenia saxatilis (D.L.Jones) R.J.Bates 2008
- Caladenia saxicola A.P.Br. & G.Brockman 2007
- Caladenia septuosa D.L.Jones 1991
- Caladenia serotina Hopper & A.P.Br. 2002
- Caladenia sigmoidea R.S.Rogers 1938
- Caladenia speciosa opper & A.P.Br. 2001
- Caladenia splendens Hopper & A.P.Br. 2001
- Caladenia startiorum opper & A.P.Br. 2001
- Caladenia stellata D.L.Jones 1991
- Caladenia stricta (R.J.Bates) R.J.Bates 1987
- Caladenia strigosa (D.L.Jones) R.J.Bates 2008
- Caladenia subtilis D.L.Jones 1999
- Caladenia sylvicola D.L.Jones 1998

## T
- Caladenia tensa G.W.Carr 1991
- Caladenia tentaculata Tate 1889
- Caladenia tessellata Fitzg. 1876
- Caladenia testacea  R.Br., 1810
  - Caladenia testacea hildae (Pescott & Nicholls) Nicholls 1939
  - Caladenia testacea testacea
- Caladenia thinicola Hopper & A.P.Br. 2001
- Caladenia thysanochila G.W.Carr 1991
- Caladenia tonellii D.L.Jones 1998
- Caladenia toxochila Tate 1889
- Caladenia transitoria D.L.Jones 1998

## U
- Caladenia uliginosa A.S.George 1984
  - Caladenia uliginosa candicans Hopper & A.P.Br. 2001
  - Caladenia uliginosa patulens Hopper & A.P.Br. 2001
  - Caladenia uliginosa uliginosa
- Caladenia ultima Hopper & A.P.Br. 2001
- Caladenia ustulata (D.L.Jones) G.N.Backh. 2010

## V
- Caladenia valida (Nicholls) M.A.Clem. & D.L.Jones 1989
- Caladenia variegata Colenso 1885
- Caladenia venusta G.W.Carr 1991
- Caladenia verrucosa G.W.Carr 1991
- Caladenia versicolor G.W.Carr 1991
- Caladenia villosissima (G.W.Carr) Hopper & A.P.Br. 2004
- Caladenia viridescens Hopper & A.P.Br. 2001
- Caladenia voigtii Hopper & A.P.Br. 2001'
- Caladenia vulgaris D.L.Jones 1991
- Caladenia vulgata Hopper & A.P.Br. 2001

## W
- Caladenia wanosa A.S.George 1984
- Caladenia whiteheadii (D.L.Jones) G.N.Backh. 2010
- Caladenia williamsiae Hopper & A.P.Br. 2001
- Caladenia winfieldii Hopper & A.P.Br. 2001
- Caladenia woolcockiorum D.L.Jones 1991

## X
- Caladenia xantha Hopper & A.P.Br. 2001
- Caladenia xanthochila D.Beards. & C.Beards 1992
- Caladenia xantholeuca D.L.Jones 1991

## Z
- Caladenia zephyra (D.L.Jones) R.J.Bates 2008